# Walter Meyer
Walter Meyer (født 14. september 1904, død 5. december 1949) var en tysk roer, som deltog i OL 1932 i Los Angeles.
Meyer begyndte at ro i klubben Werder Magdeburg, men skiftede senere til Berliner Ruder-Club. Her blev han tysk mester i otter i 1926 og i firer uden styrmand i 1927, hvor han samtidig var med i otteren, der denne gang blev nummer to. I 1930 blev han tysk mester i firer uden styrmand.
Meyer deltog sammen med Hans Eller, Horst Hoeck, Joachim Spremberg og Carlheinz Neumann (styrmand) i firer med styrmand ved OL 1932 i Los Angeles. Tyskerne blev først nummer to i indledende heat og derpå nummer to i opsamlingsheatet. Finalen blev et tæt løb mellem tyskerne og italienerne, men tyskerne formåede til allersidst at komme foran og blev dermed olympiske mestre med et forspring på blot 0,2 sekund til italienerne, mens Polen blev nummer tre, næsten otte sekunder efter de to forreste både.
I sit civile liv var Meyer handelsmand og direktør for en sukkerfabrik. Han stammede fra en industrifamilie, der havde produceret chokolademærket Feodora. Walter Meyer meldte sig ind i NSDAP i 1933, og som fremtrædende nazist blev han i 1945 indsat i NKVD speciallejr nr. 2 (Buchenwald). Der døde han af tuberkulose i 1949.